# 대니얼 퀸

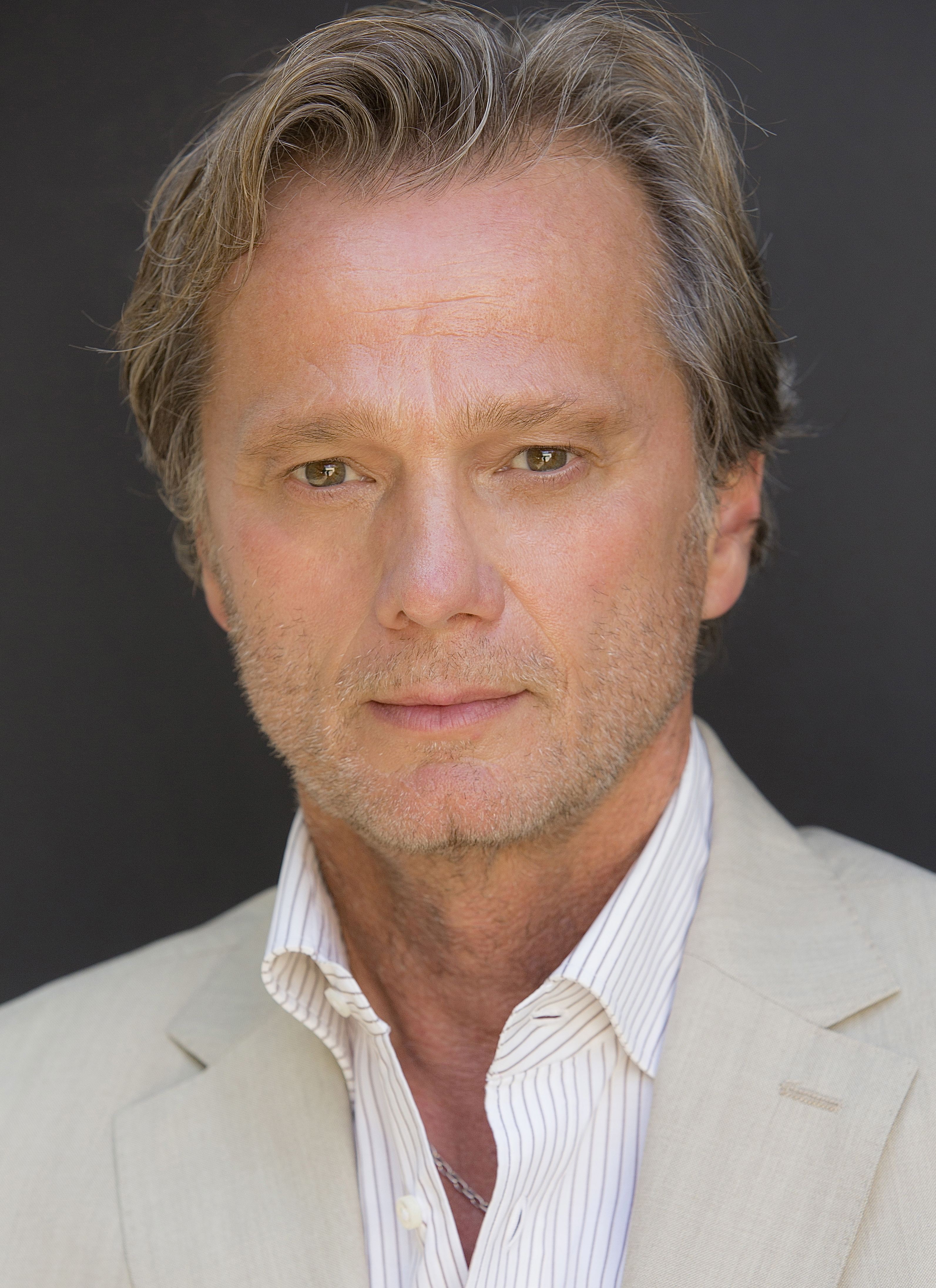

대니얼 퀸(Daniel Quinn, 1956년 8월 19일 ~ 2015년 7월 4일)은 미국의 배우, 텔레비전 배우, 영화배우, 연극 배우이다.
밀워키에서 태어났다.

## 영화
- 겟 더 걸 (2017년)
- 페티쉬 팩토리 (2017년)
- 싸이코포니아 (2015년)
- 루버 (2010년) - 콱 역
- 핸콕 (2008년)
- 레이징 플래그 (2006년)
- 헤즈 앤 타일즈 (2005년)
- 프로젝트 바이퍼 (2002년)
- 스캐너 캅 2 (1995년)
- 복수의 천사 (1995년)
- 스트리트 캅 (1994년)
- 스캐너 캅 (1994년)
- 추적자 (1994년)
- S.I.S. 필살처형 (1993년)
- 여자의 눈물 (1991년)
- 초원의 꿈 (1991년)
- 탈주자(영어판) (1991년)
- 철혈여경 (1990년)
- 워 댄싱 (1989년)
- SOS 해상 구조대 (1989년)
- 더 영 앤 더 레스트리스 (1973년)